# Post-keynesiansk økonomi
Post-keynesiansk økonomi er en af flere forskellige tankeretninger inden for den økonomiske videnskab med rødder i John Maynard Keynes' arbejde, ikke mindst hans hovedværk The General Theory of Employment, Interest, and Money fra 1936. Blandt de mest fremtrædende post-keynesianere regnes Michał Kalecki, Joan Robinson, Nicholas Kaldor og Hyman Minsky. Keynes' levnedsskildrer Lord Skidelsky har skrevet, at den post-keynesianske skole er forblevet tættest på ånden i Keynes' eget værk. I dag regnes post-keynesianere for en heterodoks økonomisk retning i opposition til mainstream-økonomiske tanker, i modsætning til nykeynesiansk økonomi, der som en del af den nye neoklassiske syntese indgår i nutidens dominerende økonomiske paradigme.
Begrebet "post-keynesiansk" blev første gang brugt som henvisning til en særskilt økonomisk retning af Eichner og Kregel i 1975. Siden fulgte etableringen af tidsskriftet Journal of Post Keynesian Economics i 1978. Indtil 1975, og lejlighedsvis stadigvæk i nyere arbejde, refererer ordet "post-keynesiansk" simpelthen til økonomiske tanker, der er opstået efter 1936, årstallet for Keynes' General Theory.

## Indholdet i post-keynesianismen
Post-keynesianere mener, at Keynes' teori er alvorligt misrepræsenteret af både den neoklassiske syntese, der dominerede makroøkonomisk tænkning i 1950'erne og 1960'erne, og af nykeynesianerne, der voksede frem i 1980'erne.
Post-keynesiansk økonomi kan ses som et forsøg på at genskabe økonomisk teori i lyset af Keynes' egen indsigt og ideer. Allerede tidligt distancerede nogle post-keynesianere som f.eks. Joan Robinson sig dog fra Keynes, og en del nutidige post-keynesianske tanker kan ikke findes i Keynes. Således har bl.a. Robinson og Hyman Minsky lagt vægt på at understrege betydningen for økonomien af de praktiske forskelle på forskellige typer af investeringer, i modsætning til Keynes' mere abstrakte behandling af samme emne.
Det teoretiske fundament for post-keynesiansk økonomi er princippet om effektiv efterspørgsel, dvs. at den samlede efterspørgsel i økonomien er afgørende både på kort og på lang sigt. Dermed har en ureguleret markedsøkonomi ikke nogen automatisk tendens til at genskabe et strukturelt beskæftigelsesniveau efter en lavkonjunktur. I modsætning til nykeynesianerne mener post-keynesianerne ikke, at det teoretiske grundlag for markedets manglende evne til at skabe fuld beskæftigelse er stive eller træge priser og lønninger. Post-keynesianerne afviser typisk John Hicks' IS-LM-model, som var et vigtigt element i den neoklassiske syntese.
Post-keynesiansk økonomi har bredt sig ud over teorien om aggregeret beskæftigelse til teorier om indkomstfordeling, vækst, handel og udviklingsøkonomi, hvor pengeefterspørgslen spiller en central rolle, mens disse forhold i mainstream-traditionen i hvert fald på lang sigt bliver bestemt af "reale" størrelser som teknologi og præferencer. Indenfor vækstteori udgjorde postkeynesianske synspunkter, anført af Joan Robinson og Piero Sraffa, den britiske side i den såkaldte kapitalkontrovers, en stor intellektuel økonomisk debat fra 1950'erne frem til 1970'erne mellem økonomer fra University of Cambridge i England på den ene side og nogle af deres prominente kollegaer fra Massachusetts Institute of Technology (MIT) i bydelen Cambridge i Boston i USA.
Inden for monetær økonomi var post-keynesianske økonomer blandt de første til at understrege, at pengemængden (udbuddet af penge) reagerer på efterspørgslen efter banklån. Det indebærer, at en centralbank kan vælge at styre enten pengemængden eller renten, men ikke begge dele på en gang. Dette synspunkt er stort set inkorporeret i nutidens pengepolitik, hvor renten snarere end pengemængden nu bruges som primært styringsinstrument.
Inden for finansieringsområdet har Hyman Minsky opstillet en teori om finanskriser baseret på finansiel skrøbelighed, som har fået fornyet opmærksomhed i de senere år.

## Post-keynesianske tidsskrifter
Meget nutidigt post-keynesiansk arbejde bliver offentliggjort i Journal of Post Keynesian Economics, Cambridge Journal of Economics, Review of Political Economy og Journal of Economic Issues.

## Danske post-keynesianere
Som en heterodoks økonomisk retning findes post-keynesianske forskere på et ret begrænset antal universiteter. I Danmark er disse tanker primært blevet associeret med økonomer fra RUC og Aalborg Universitet. Professorerne Jesper Jespersen fra RUC og Finn Olesen og lektor Mogens Ove Madsen fra Aalborg Universitet regnes således til den post-keynesianske tradition.[kilde mangler]